# Japanische Badmintonmeisterschaft 1962
Die Japanische Badmintonmeisterschaft der Saison 1962/1963 war die 16. Austragung der nationalen Titelkämpfe im Badminton in Japan. Sie fand vom 20. bis zum 23. März 1963 in Yokohama statt.

## Titelträger
| Disziplin    | Sieger                      |
| ------------ | --------------------------- |
| Herreneinzel | Takeshi Miyanaga            |
| Dameneinzel  | Noriko Takagi               |
| Herrendoppel | Tsutomu Sawada Koichi Mori  |
| Damendoppel  | Noriko Takagi Miyako Morota |
| Mixed        | Tadao Hoshino Tomiko Ariki  |